# Oberappellationsgericht Coburg
Das Oberappellationsgericht Coburg war 1806 bis 1808 das Oberappellationsgericht und damit das höchste Gericht von Sachsen-Coburg-Saalfeld mit Sitz in Coburg.
Mit der Bildung des Rheinbundes endete 1808 das HRR und damit auch das Reichskammergericht als oberstes Gericht. In Sachsen-Coburg-Saalfeld wurde daraufhin mit dem Organisationspatent vom 22. September 1806 die Einrichtung des Oberappellationsgerichtes Coburg angeordnet. Diesem war als Mittelinstanz das Justizkollegium nachgeordnet, das am 5. März 1804 die organisatorische Eigenständigkeit erhalten hatte (vorher war die Landesregierung gleichzeitig Mittelgericht, die Trennung der Rechtsprechung von der Verwaltung war nicht gegeben).
Oberappellationsgerichtspräsident war Albrecht Anton Franz Hofmann. 1808 wurde in Sachsen-Coburg-Saalfeld der leitende Minister Karl Theodor von Kretschmann abgelöst. Die neue Regierung löste das Oberappellationsgericht auf. 1808 bis zur Gründung des gemeinsamen Oberappellationsgerichtes Jena 1817 wurde Aktenversendung bei Appellationen in Sachsen-Coburg-Saalfeld praktiziert.